# Poddębowiec
Poddębowiec – wieś w Polsce położona w województwie świętokrzyskim, w powiecie staszowskim, w gminie Staszów.
W latach 1975–1998 miejscowość administracyjnie należała do województwa tarnobrzeskiego.
Miejscowość znajduje się na odnowionej trasie Małopolskiej Drogi św. Jakuba z Sandomierza do Tyńca, która to jest odzwierciedleniem dawnej średniowiecznej drogi do Santiago de Compostela.

## Dawne części wsi – obiekty fizjograficzne
W latach 70. XX wieku przyporządkowano i opracowano spis lokalnych części integralnych dla Poddębowca zawarty w tabeli 1.

| Nazwa wsi – miasta | Nazwy części wsi – miasta | Nazwy obiektów fizjograficznych – charakter obiektu |
| ------------------ | ------------------------- | --- |
| I. Gromada MOSTKI  |                           | |
| 1. Poddębowiec     | 1. Szulimów               | 1. Kurozwęcki Las — las 2. Mostecki Las — las 3. Pole — pole 4. Poręba — pole 5. Szulimów — pole 6. Węzi Smug — łąka, nieużytki 7. Wilcze Doły -łów — las |